# Гайгаров, Николай Иванович

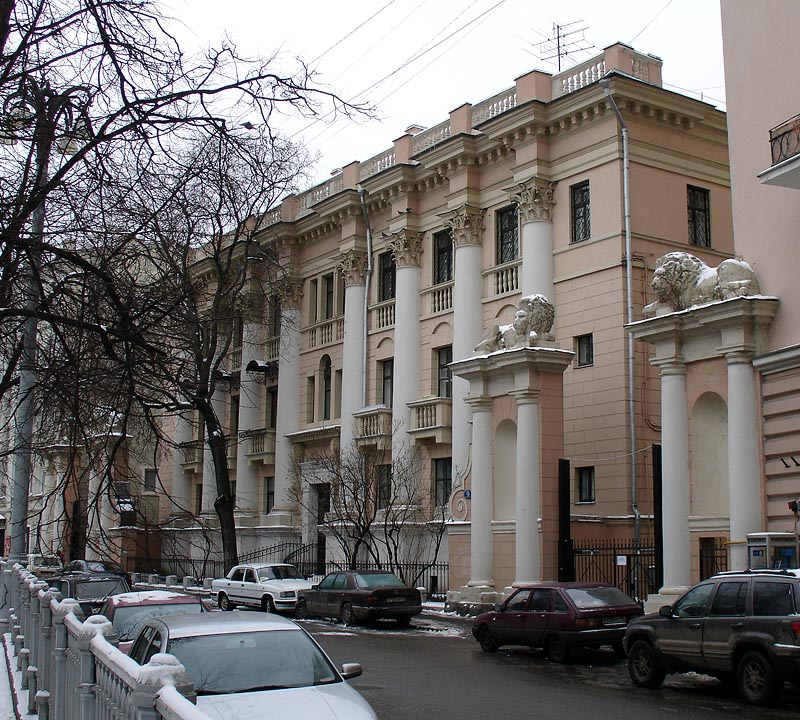
«Дом со львами» (1945, архитекторы Дзисько и Гайгаров)

Николай Иванович Гайгаров (1909—1996) — советский и российский архитектор; Заслуженный архитектор РСФСР (1974).

## Биография
Родился 30 января 1909 году в Москве. В 1931 году окончил Высший архитектурно-строительный институт со званием инженер-архитектор.
После окончания института работал в городе Энгельс Саратовской области. В 1932—1963 годах работал в Москве в Военпроекте. Занимал должности архитектора, руководителя архитектурно-проектной мастерской, главного архитектора. Во время Великой Отечественной войны занимался проектированием военных заводов. В 1942—1945 годах по его индивидуальным и типовым проектам было построено множество сооружений: казармы, общежития, дома Красной армии, клубы и тому подобное.
В Москве по проектам Н. И. Гайгарова (с соавторами в том числе) в 1930—1960-х годах были построены жилой дом Генерального штаба вооружённых сил СССР (известный как «Дом со львами» на Патриарших; 1946), жилой дом для генеральского состава на Смоленской набережной (1952) и другие жилые дома, а также плавательный бассейн ЦСКА на Ленинградском проспекте (1955, снесён), здание Центрального музея Вооружённых Сил СССР (1965) и гостиница «Молодёжная» (1980). По проекту Гайдарова построен комплекс пансионата Верховного Совета СССР «Айвазовское» под Ялтой (вместе с В. М. Новосадовым) и военно-охотничий комплекс под Астраханью (вместе с М. М. Лерманом). Строил загородные подмосковные дома для маршалов Советского Союза.
С 1963 года работал в Госгражданстрое при Госстрое СССР главным специалистом. Член Союза архитекторов СССР с 1934 года. С 1966 года входил в состав художественного совета ГлавАПУ (член правления с 1966 года). Член правления ЦДА.
В 1982 году вышел на пенсию. Жил в Москве в доме 5/13 по Смоленской набережной, в проектировании которого принимал участие. Умер в 1996 году в Москве. Похоронен на Донском кладбище.

## Семья
Жена — Дора Вольковна Бродская, выпускница графического факультета ВХУТЕМАСа, о них оставил свои воспоминания писатель Владимир Александрович Потресов в книге «Рассказы Старого Арбата».
Сын — Гайгаров Юрий Николаевич, архитектор, художник-график, окончил МАРХИ.

## Награды и звания
- Заслуженный архитектор РСФСР (1974)[5][3]
- Орден Трудового Красного Знамени (03.02.1957)[10]